# Paskalammi (Nedertorneå socken, Norrbotten, 733670-186073)
Paskalammi är en sjö i Haparanda kommun i Norrbotten och ingår i Keräsjokis huvudavrinningsområde.